# Supporti di banco
I supporti di banco sono le sedi in cui l'albero motore è vincolato a ruotare, questi supporti di banco sono una parte del basamento.

## Caratteristiche
I supporti di banco possono essere dati da un unico pezzo, come nel carter dei motori monocilindrici, oppure possono essere formati da due componenti che uniti tra di loro formano il supporto di banco, come il cilindro e il basamento, come nel caso dei motori plurifrazionati in linea, oppure può essere sempre dato dal basamento (carter particolare) e da un carter.

## Tipologia

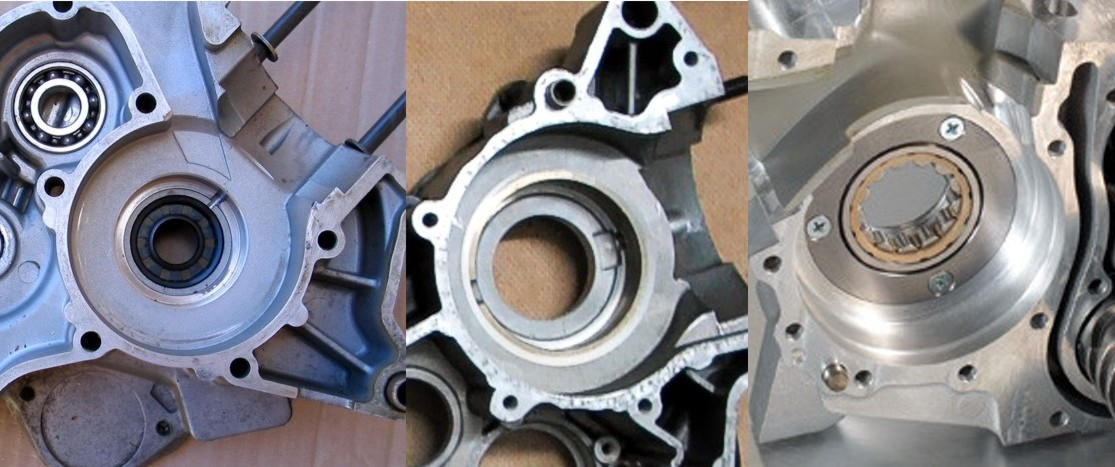
Tre differenti tipologie di supporto di banco, a sinistra è ricavato direttamente nel carter, al centro viene utilizzata una boccola per ridurre i danni da montaggio e smontaggio e mantenere più costante l'accoppiamento per interferenza, a destra il supporto di banco è una flangia imbullonata.

I supporti di banco possono essere realizzati in vario modo, per le applicazioni più economiche sono generalmente realizzati direttamente nel carter o basamento del motore, per le applicazioni più pregiate nel caso il carter o basamento sia in alluminio viene applicato un anello in acciaio ad alta interferenza, mentre in applicazioni dove si richiedono elevati numeri di smontaggio e rimontaggio dei cuscinetti di banco questo anello viene imbullonato al carter o basamento.
Nei motori pluricilindrici si utilizzano dei supporti di banco in parte ricavati nel basamento e in parte smontabili, in modo da permettere il montaggio dell'albero motore.

## A cosa servono
Servono a migliorare il rendimento del motore, con l'ausilio di cuscinetti a sfere/rulli, bronzine o boccole (che prendono la desinenza "bronzine di banco" o "boccole di banco"), posti tra l'albero motore e i supporti di banco dove sono inseriti, con il compito di ridurre gli attriti tra i due pezzi in moto relativo e quindi il consumo che ne deriverebbe.
La lubrificazione della coppia cinematica è di fondamentale importanza al fine di migliorare l'efficienza, il rendimento e la durata del motore.